# Rue Anenská
 (juin 2024).
La rue Anenská (rue Sainte-Anne) dans la vieille ville de Prague. Elle relie le quai Smetana à la place Anenská et continue jusqu'à la rue Liliová.

## Nom et histoire
La rue prend son origine du monastère dominicain de Sainte Anne, construit en 1313 à proximité et supprimé en 1782:  le bâtiment est actuellement utilisé par la troupe de ballet du Théâtre National. Toute la zone autour du monastère s'appelait « U Svatá Anna » ou « Anenská čtvrť ». À partir du XVIe siècle, le nom « Anenská » (« Anenské ») a commencé à être utilisé uniquement pour la rue et la place.

## Bâtiments remarquables et lieux de mémoire
- maison de ville d'angle - numéro 1 et 26 quai Smetana[3]
- Maison Schönfeld - numéro 9 et 12 rue Karlova[4]
- Palais Čejkov - bâtiment baroque d'angle au numéro 11 et 13 rue Liliová[5]
- maison de ville - au numéro 13 et 10 rue Liliová[6]